# Vyshni Volochok
Vyshni Volochok (en ruso: Вы́шний Волочёк) es una ciudad del óblast de Tver, en Rusia. Su población alcanzaba los 51.817 habitantes en 2009.
A efectos de desconcentración administrativa de los órganos federales y de la óblast, es la capital del raión homónimo. Sin embargo, a efectos de autogobierno local es desde 2019 la sede de un ókrug urbano, en el que el ayuntamiento de la ciudad extiende su jurisdicción sobre todo el raión. Hasta 2019, la ciudad no formaba parte del raión y se gobernaba como una unidad directamente subordinada a la óblast.

## Geografía
La ciudad está situada a 119 km al noroeste de Tver, en las colinas de Valdái, entre los ríos Tvertsá y Tsna, sobre la línea divisoria de aguas entre las cuencas hidrográficas del Volga y el mar Báltico. Esta situación geográfica está en el origen del nombre de la ciudad, que se puede traducir por "Alto Portaje".
Hoy día está atravesada por la autopista y la vía ferroviaria que une Moscú y San Petersburgo.

## Historia
Vyshni Volochok fue mencionado por primera vez en un documento de 1437. En ese tiempo pertenecía a la República de Nóvgorod, y estaba en el camino entre Nóvgorod y Moscú. Como se ha dicho antes, el nombre deriva de su condición de punto de acarreo entre el Tsna y el Tverstá, ya que aquí era un lugar adecuado para esta actividad, al ser el Tsna un río con rápidos en su curso superior.
Tras pasar por dificultades en el siglo XV, al ser un tiempo de hostilidades entre los diferentes principados rusos y ser dañada en diferentes ocasiones, la ciudad fue anexionada al principado de Moscú. En el siglo XVI, se construyó la localidad de Nikolski Pogost y la Iglesia de San Nicolás de Bari. En esa época la localidad empezó a desarrollarse como centro comercial y de artesanía.
De 1703 a 1722, se construyó un canal por instigación del zar Pedro I para unir los dos ríos. A consecuencia de ello, Vyshni Volochok se convierte en un importante centro de la industria textil y de la construcción de barcos durante el siglo XIX.

## Demografía
| 1897   | 1926   | 1939   | 1959   | 1970   |
| ------ | ------ | ------ | ------ | ------ |
| 16 700 | 31 200 | 63 600 | 64 400 | 73 700 |
| 1979   | 1989   | 1996   | 2002   | 2009   |
| 71 700 | 64 800 | 62 700 | 56 404 | 51 817 |

## Industria y transporte
Actualmente Vyshni Volochok tiene una industria variada con compañías dedicadas a los sectores textil, maderero, papelero, alimenticio y algunas instituciones educativas.
La ciudad está situada en la línea férrea que une San Petersburgo con Moscú. Del mismo modo, la autopista rusa M10 discurre por Vyshni Volochok.

## Personalidades
- Piotr Anjou (1796-1869), almirante y explorador del Ártico.
- Ekaterina Furtseva (1910-1974), política.
- Serguéi Kusevitski (1874-1951), director de orquesta.

## Patrimonio

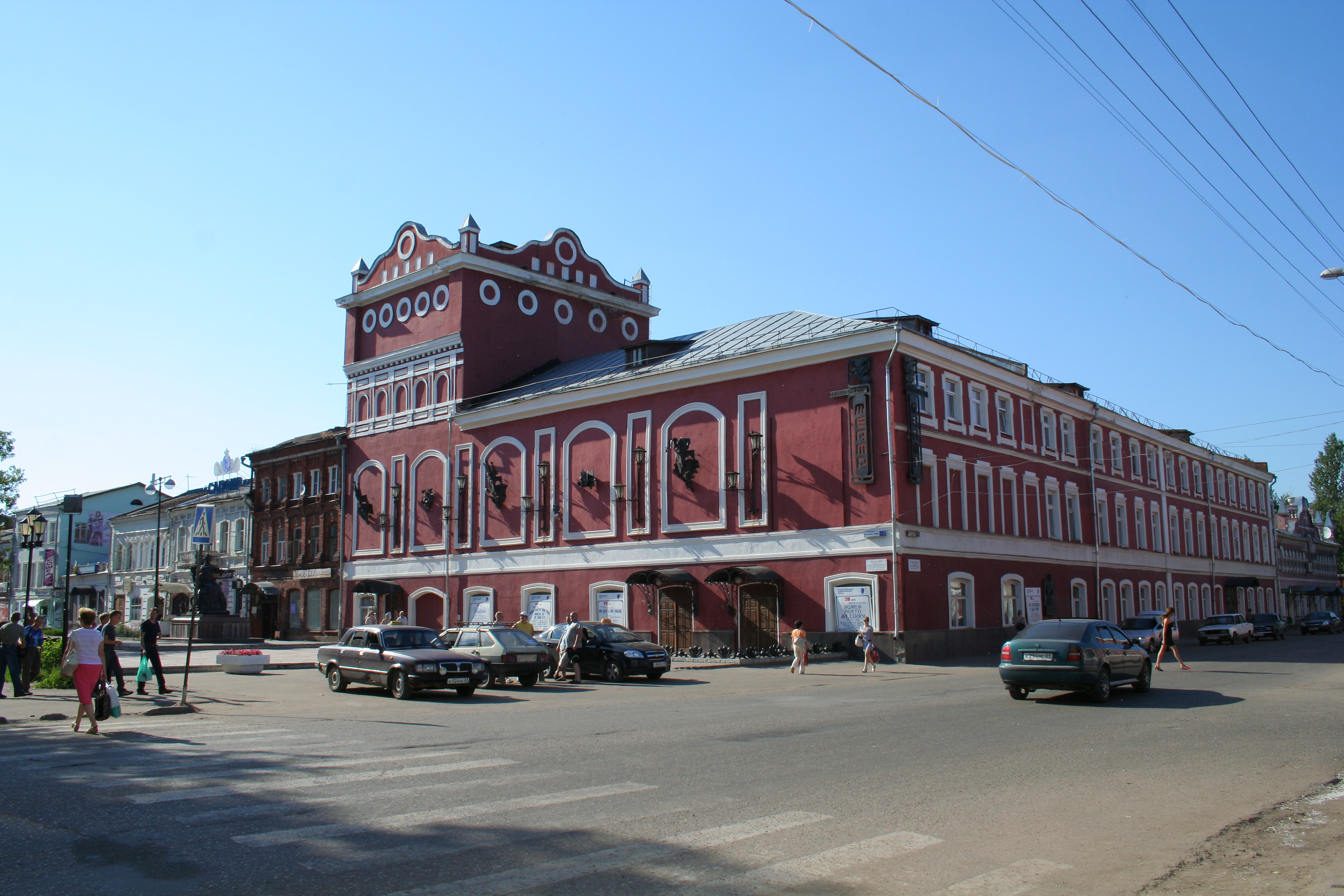
Teatro dramático.
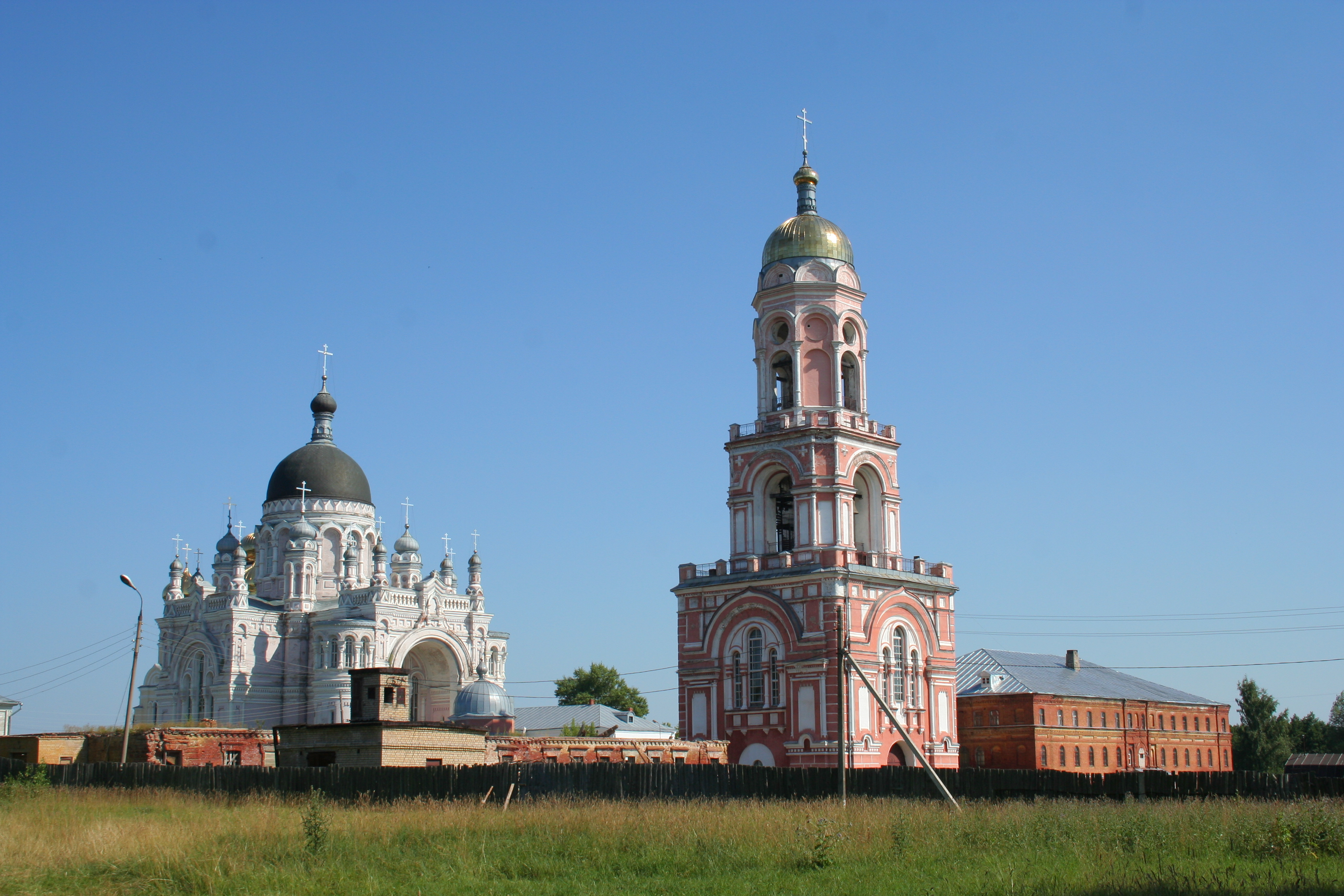
Monasterio de Kazán.
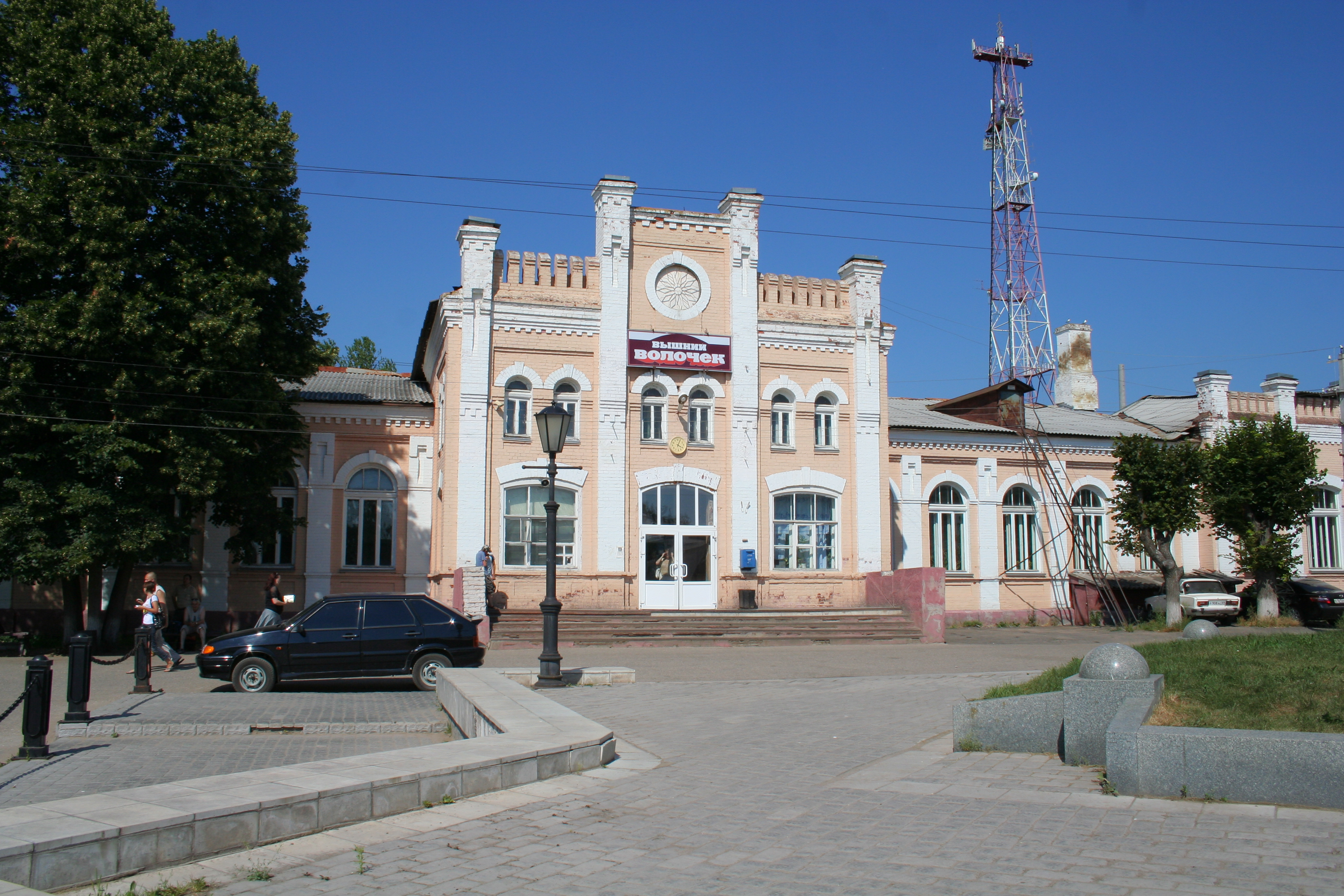
Estación de ferrocarril.
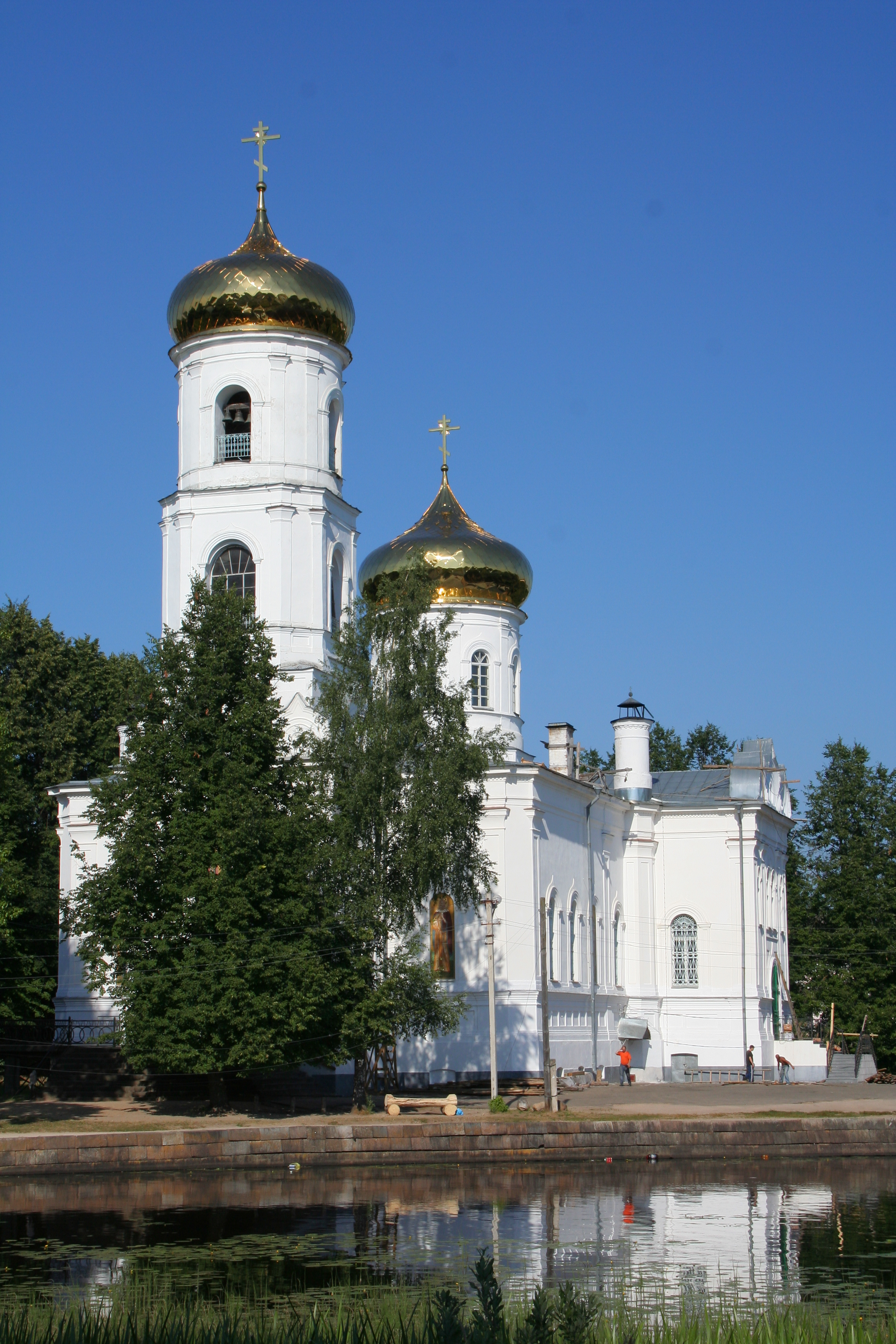
Catedral de la Epifanía] (en ruso)